# Conseil des jeux du Commonwealth d'Irlande du Nord
 (janvier 2019).
Conseil des jeux du Commonwealth d'Irlande du Nord , en anglais Northern Ireland Commonwealth Games Council  (NICGC), est l’organisme qui est responsable du mouvement des Jeux du Commonwealth dans la nation constitutive du Royaume-Uni.
L'Irlande du Nord ne possède pas de comité national olympique puisque les quatre nations sont réunis sous la bannière de l 'association olympique britannique (Team GB).
L'association est charge de représenter la nation auprès des instances des jeux du Commonwealth, de présenter une équipe d'athlètes à chaque édition et de promouvoir le sport au profit de tous.
L’Irlande du Nord a participé à seize des dix-huit Jeux du Commonwealth, à compter de la deuxième édition en 1934. L’équipe n’a pas participé aux compétitions en 1930 quand il n’y avait qu’une seule équipe irlandaise et en 1950.
Le conseil est représentatif des sports reconnus par la Fédération des Jeux du Commonwealth et compte actuellement 17 sports affiliés qui élisent un conseil de neuf personnes.